# Кингсвуд
Кингсвуд (енгл. Kingswood) је град у Уједињеном Краљевству у Енглеској. Према процени из 2007. у граду је живело 65.704 становника.

## Становништво
Према процени, у граду је 2008. живело 65.704 становника.
| 1981.  | 1991.  | 2001.  |
| ------ | ------ | ------ |
| 54,736 | 60,192 | 62,679 |